# Andrij Antychowytsch

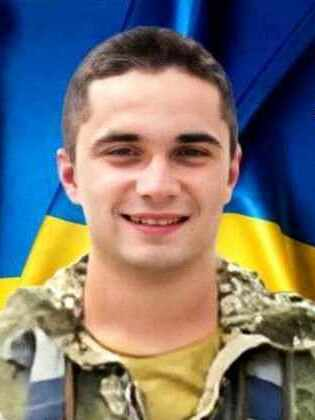
Andrij Antychowytsch

Andrij Mykolajowytsch Antychowytsch (ukrainisch Андрій Миколайович Антихович, * 21. Mai 1996 in Bachmatsch; † 26. Februar 2022 in der Oblast Cherson) war ein ukrainischer Kampfpilot.

## Leben
Er schloss das Gymnasium in Bachmatsch ab und besuchte von 2011 bis 2013 das Tschernihiw-Lyzeum mit erweiterter militärisch-physischer Ausbildung. 2018 absolvierte er die Nationale Luftwaffenuniversität in Charkiw. Seitdem diente er als Suchoi Su-25-Pilot in der 299. Taktischen Flugbrigade der ukrainischen Luftstreitkräfte. Er erlangte den Rang eines Hauptmanns.
Während des russischen Überfalls führte er am 26. Februar 2022 einen Kampfeinsatz in Richtung Cherson durch, um feindliche Truppen am Überqueren des Dnepr zu hindern. Er entdeckte feindliche Truppenkolonnen und beschoss sie, wodurch der weitere Vormarsch gestoppt wurde. Als die feindliche Luftabwehr bei einem weiteren Einsatz sein Flugzeug traf, lenkte er es auf die feindliche Kolonne.
Anwohner des damals besetzten Dorfes Antoniwka (Rajon Kachowka) begruben ihn. Im Dezember 2023 wurde er im Zuge eines Leichenaustauschs zurückgebracht. Am 4. Februar 2024 wurde er nach Sasymja umgebettet.

## Auszeichnungen
- Bohdan-Chmelnyzkyj-Orden 3. Klasse (2022)[1]
- Held der Ukraine (2025)[1]